# Aleksander Ustrzycki
Aleksander Ustrzycki herbu Przestrzał (zm. w 1690 roku) – wojski sanocki w latach 1661–1689, sędzia deputat wojewódzki z ziemi sanockiej w konfederacji gołąbskiej, sędzia kapturowy ziemi sanockiej w 1668 roku.